# 史蒂芬·克里遜
史蒂芬·克里遜（英語：Stephen Christian，1980年7月28日—）是另類搖滾樂團安柏林樂團的主唱。